# Yves Essende-Liombi
Yves Essende-Liombi (ur. 20 sierpnia 1968 w Kinszasie) – piłkarz z Demokratycznej Republiki Konga występujący na pozycji napastnika.

## Kariera klubowa
Essende-Liombi karierę rozpoczynał w 1988 roku w trzecioligowym belgijskim zespole KV Oostende. W 1992 roku przeszedł do pierwszoligowego KSK Beveren. W Eerste klasse zadebiutował 23 sierpnia 1992 w przegranym 1:4 meczu z KSV Waregem, zaś 3 października 1992 w wygranym 2:0 pojedynku z Germinalem Ekeren strzelił swojego pierwszego gola w tej lidze. Barwy Beveren reprezentował przez dwa lata, a potem przez rok grał w także pierwszoligowym RFC Liège. 
W 1995 roku odszedł do trzecioligowego Olympicu Charleroi, ale w 1996 roku wrócił do Beveren, grającego już jednak w drugiej lidze. W 1997 roku Essende-Liombi został zawodnikiem trzecioligowego KFC Herentals, z którym w sezonie 1997/1998 awansował do drugiej ligi. W 1999 roku odszedł do występującego w trzeciej lidze KFC Schoten SK, w którego barwach rok później zakończył karierę.

## Kariera reprezentacyjna
W reprezentacji Zairu Essende-Liombi zadebiutował 4 września 1994 w zremisowanym 1:1 meczu kw. do Pucharu Narodów Afryki 1996 z Malawi i zdobył wówczas bramkę.
W 1996 roku został powołany do kadry na Puchar Narodów Afryki. Wystąpił na nim w spotkaniach z Gabonem (0:2), Liberią (2:0; gol) i Ghaną (0:1), a Zair odpadł z turnieju w ćwierćfinale.